# Скорбота Сатани
«Скорбота Сатани» (англ. The Sorrows of Satan) — містичний декадентський роман англійської письменниці Марі Кореллі, опублікований у 1895 році, найбільший бестселер в історії вікторіанської Англії.
У книзі обігрується традиційний мотив угоди з дияволом. Кореллі внесла нове слово в літературу про Фауста, показавши, що Сатана більше, ніж будь-хто, усвідомлює істинність Євангелія і в той же час йому заповідано передати цю благу звістку людям.

## Сюжет
У книзі розповідається про талановитого, але злиденного письменника Джеффрі Темпеста. Його твори ніде не бажають видавати, хоча сам він вважає їх дуже гарними. Коли він грузне у боргах, несподівано стається низка щасливих випадків. Спершу друг позичає Темпесту грошей, потім він виявляється єдиним спадкоємцем померлого мільйонера, і наостанок загадковий, красивий і дуже багатий князь-філантроп Лючіо Риманець пропонує своє покровительство. Темпест мріє як нарешті видасть видатну книгу та стане знаменитим.
Лючіо зближується з Темпестом, стає його найкращим другом, вводить до еліти суспільства й допомагає одружитися з найпрекраснішою знатною дівчиною Англії, Сибіл, хоча вона хоче лише грошей Темпеста. Тепер письменник має знайомства з найбагатшими людьми Англії, відвідує пишні вечірки. Однак єдине, чого не вдається досягти Темпесту, — це істинного літературного визнання. Величезна впливовість, реклама його найкращого твору, яка рясніє у всіх газетах, і навіть проплачена критика, — все це лишає Темпеста з відчуттям фальшивості його слави, що зароблена не талантом, а грошима.
Паралельно з цим Джеффрі втрачає свою людяність і стає звичайним багатим снобом, який піклується лише про своє марнославство і благополуччя. Однак, через якийсь час, з огляду на туманні передчуття та натяки навколишніх, у Темпеста починається докори сумління. Попри попередження з усіх боків, головний герой вперто не хоче визнавати, що князь Лючіо — земне втілення сатани. Вибіл вчиняє самогубство, випивши отруту, і винить у цьому популярну літературу, що зіпсувала її. Темпест вирушає з Лючіо до Єгипту, де благодійник відкрито каже, що він сатана, та показує сцени пекельних мук. Лючіо хотів би бути з іншими янголами на небі, проте йому огидні люди. В надії отримати свій шанс на спасіння, він пропонує Темпесту останній шанс покаятися.
Зрештою, зіткнувшись із справжньою природою свого благодійника, Темпест повертається додому та відмовляється від грошей, але задоволений шансом очистити свою душу.

## Успіх і критика
Роман, написаний під впливом ідей Олени Блаватської, спочатку мав вибуховий успіх. Жоден роман англійською мовою ще не змітали з полиць книжкових магазинів з такою швидкістю: за перший тиждень продажу перевалили за 25 000 примірників, за перші два місяці — за 50 000.
Розгромні рецензії провідних критиків поступово протверезили читачів. «Важко уявити собі роман більшого несмаку, в якому сентиментальна історія двох молодих (і чистих душею) героїв поєднується з розповіддю про підступи демонічного аристократа», — пише про цю книгу Леонід З. Трауберг.
Хоча майже всі критики відзначали літературну недосконалість книги, на захист твору висловився Оскар Уайльд, що й не дивно: шлях Джеффрі Темпеста в першій частині книги багато в чому повторює моральне падіння його Доріана Грея.

## Екранізації
- 1919 — Сторінки з книги Сатани /Leaves from Satan's Book — режисер Карл Теодор Дреєр.
- 1926 — Спокута сатани /The Sorrows of Satan — режисер Девід Гріффіт.